# Ivan Magill
Sir Ivan Whiteside Magill (23 juillet 1888 – 25 novembre 1986) est un anesthésiste irlandais, célèbre pour ses contributions au développement de l'anesthésiologie moderne.
Il a participé à la création de l'Association of Anaesthetists of Great Britain and Ireland. Plusieurs dispositifs médicaux portent son nom, dont la pince de Magill.

## Biographie
Né à Larne en Irlande du Nord en 1888, Ivan Whiteside Magill est le fils de Samuel Magill, un homme d'affaires, presbytérien et franc-maçon, et de Sara Magill (née Whiteside), parents ensemble de 5 enfants. Il étudie à Larne Grammar School entre 1900 et 1906 avant d'étudier la médecine à l'Université Queen's à Belfast et d'y obtenir son diplôme en 1913. Il se marie en 1916 à la doctoresse Edith Robinson, fille de Thomas Robinson of Banbridge, qui travaillait alors en tant que médecin des écoles au London County Council.
Après avoir obtenu son diplôme, Magill s'installe en Angleterre et exerce en tant que médecin généraliste à Leicester, avant d'obtenir un poste de chirurgien et médecin résident principal à l'hôpital Stanley, à Liverpool puis à l'hôpital Walton. Pendant cette période, Magill s'intéresse davantage à la chirurgie qu'à l'anesthésie.
Au début de la Première Guerre mondiale, il rejoint temporairement le corps médical de l'armée royale, dans lequel il servira en tant que capitaine jusqu'à la fin de la guerre. Il servira également en tant que médecin pour la Irish Guards à la Bataille de Loos, et travaillera dans un hôpital de Campagne à côté de Rouen. En attendant la démobilisation en 1919, Magill est affecté au Queen's Hospital for Facial and Jaw Injuries (devenu le Queen's Mary Hospital) in Sidcup en tant qu'anesthésiste, bien qu'il eût encore une préférence pour la chirurgie. Dans cet hôpital militaire spécialisé dans la chirurgie reconstructrice des blessures de guerre exerce le chirurgien Harold Gillies, pionnier de la chirurgie plastique avec lequel Magill exercera. Avec son collègue anesthésiste Stanley Rowbotham, il y développe alors une technique d'intubation endo-trachéale permettant de faciliter les interventions au visage. Bien que cette technique révolutionna par la suite l'anesthésie, sa thèse sur l'intubation endotrachéale sera rejetée,.
Il exercera également dans les hôpitaux de Westminster et Brompton durant la Seconde Guerre mondiale.
Magill devient par la suite une figure centrale de l'anesthésie et se voit confier plusieurs membres de la famille royale britannique, dont George VI à deux reprises dans les années 40. Par la suite, il est nommé Commandant de l'Ordre Royal de Victoria en 1946 puis chevalier en 1960,.
Il continue à exercer jusqu'en 1955, réalisant sa dernière anesthésie à l'âge de 84 ans, et décède paisiblement le 25 novembre 1986 à l'âge de 98 ans,.

## Récompenses et honneurs[1]
- 1937 : Président de la section anesthésie de la Société Royale de Médecine
- 1938 : Médaille Henry Hill Hickman par la section anesthésie de la Société Royale de Médecine
- 1945 : Doctorat de Science d'honneur par l'université Queen's à Belfast
- 1946 : Commandant de l'Ordre Royal de Victoria
- 1951 : Médaille de commémoration Arnott par l'association Irish Medical Graduates
- 1956 : Membre honoraire de la Société Royale de Médecine
- 1958 : Médaille John Snow, membre honoraire de la faculté des anesthésistes et de l'association des anesthésistes
- 1960 : Chevalier de l'Ordre Royal de Victoria
- 1963 : Médaille de la Société canadienne des anesthésistes
- 1965 : Lecture Frederick Hewitt
- 1966 : Premier récipiendaire du prix Ralph Waters, médaille d'or Gillies
- 1970 : Magill Department of Anaesthesia à l'hôpital de Westminster